# Piacenza Football Club 1923-1924
Questa pagina raccoglie le informazioni riguardanti il Piacenza Football Club nelle competizioni ufficiali della stagione 1923-1924.

## Stagione
Nella stagione 1923-1924 il Piacenza ha disputato il girone D del campionato di Seconda Divisione. Con 16 punti in classifica si è piazzato in terza posizione.

## Rosa
| N. |                   | Ruolo | Calciatore        |
| -- | ----------------- | ----- | ----------------- |
|    | Italia (bandiera) | C     | Carlo Ballerini   |
|    | Italia (bandiera) | A     | Giovanni Bergonzi |
|    | Italia (bandiera) | C     | Mario Bernetti    |
|    | Italia (bandiera) | A     | Achille Bordoli   |
|    | Italia (bandiera) | C     | Casazza           |
|    | Italia (bandiera) | P     | Arturo Filippini  |
|    | Italia (bandiera) | D     | Ettore Gambazza   |
|    | Italia (bandiera) | D     | Aldo Marudi       |

| N. |                   | Ruolo | Calciatore            |
| -- | ----------------- | ----- | --------------------- |
|    | Italia (bandiera) | D     | Alfredo Massari       |
|    | Italia (bandiera) | C     | Alessandro Mazzoletti |
|    | Italia (bandiera) | A     | Umberto Montanari     |
|    | Italia (bandiera) | C     | Pietro Ongarelli      |
|    | Italia (bandiera) | P     | Mario Orgero          |
|    | Italia (bandiera) | D     | Giuseppe Rapetti      |
|    | Italia (bandiera) | C     | Mariano Tansini       |
|    | Italia (bandiera) | A     | Giuseppe Testa        |

## Statistiche

### Statistiche di squadra
| Competizione                 | Punti | In casa | In casa | In casa | In casa | In casa | In casa | In trasferta | In trasferta | In trasferta | In trasferta | In trasferta | In trasferta | Totale | Totale | Totale | Totale | Totale | Totale | DR |
| Competizione                 | Punti | G       | V       | N       | P       | Gf      | Gs      | G            | V            | N            | P            | Gf           | Gs           | G      | V      | N      | P      | Gf     | Gs     | DR |
| ---------------------------- | ----- | ------- | ------- | ------- | ------- | ------- | ------- | ------------ | ------------ | ------------ | ------------ | ------------ | ------------ | ------ | ------ | ------ | ------ | ------ | ------ | -- |
| Seconda Divisione - girone D | 16    | 7       | 5       | 1       | 1       | 13      | 6       | 7            | 1            | 3            | 3            | 15           | 18           | 14     | 6      | 4      | 4      | 28     | 24     | +4 |

### Statistiche dei giocatori
| Giocatore     | Seconda Divisione | Seconda Divisione |
| Giocatore     | Presenze          | Reti              |
| ------------- | ----------------- | ----------------- |
| C. Ballerini  | 13                | 1                 |
| G. Bergonzi   | 1                 | 0                 |
| M. Bernetti   | 14                | 11                |
| A. Bordoli    | 13                | 6                 |
| Casazza       | 3                 | 0                 |
| E. Gambazza   | 14                | 0                 |
| A. Marudi     | 5                 | 0                 |
| A. Massari    | 1                 | 0                 |
| A. Mazzoletti | 14                | 4                 |
| U. Montanari  | 13                | 0                 |
| P. Ongarelli  | 14                | 0                 |
| M. Orgero     | 14                | -24               |
| G. Rapetti    | 10                | 1                 |
| M. Tansini    | 14                | 4                 |
| G. Testa      | 11                | 1                 |